# Néstor González González
Néstor González González (Los Teques, Miranda, 5 de julio de 1952) es un general de brigada del ejército venezolano, conocido popularmente como El pelón.

## Biografía
Egresado con el grado de Subteniente de la Academia Militar de Venezuela, en la promoción "Jose Ignacio Pulido" en 1974. 

### Trayectoria
González González saltó a la opinión pública en su país durante los hechos del Golpe de Estado en Venezuela de 2002 debido a sus fuertes declaraciones contra Hugo Chávez.

Usted (Chávez) negocia muy a pesar del sufrimiento del pueblo venezolanos en esa zona, para alcanzar sus objetivos comunistas y vende, traiciona y destruye a su patria y pueblo por su ambición personal. No es aceptable que un Presidente diga que aquí no existe la guerrilla, cuando existen pruebas en poder del CUFAN (Comando Unificado de la FAN), pero al señor Presidente le interesa más su relación con Fidel Castro y el comunismo... Somos un país digno de ser gobernado por algo mejor que usted.
General del Ejército Néstor González González, el 10 de abril de 2002.

formó parte de un grupo de altos oficiales de la Fuerza Armada que se insubordinaron al presidente constitucional, Hugo Chávez
Cuando Chávez fue llevado detenido a la Comandancia del Ejército a medianoche del Golpe de Estado en Venezuela de 2002 fue uno de los oficiales más caracterizados al exigir la renuncia del presidente ordenando despojarlo del uniforme que portaba, al cual, según afirmaba, no tenía derecho. 
Posteriormente cuando Chávez regresa al poder el 13 de abril pasa a la clandestinidad, luego reaparece con los militares de Plaza Altamira exigiendo la renuncia de Hugo Chávez, formando parte del grupo conocido como Militares Democráticos.

### Hechos posteriores
A González González se le acusa por haber participado en el golpe de Estado en Venezuela de 2002 que sacó del poder por 47 horas al entonces presidente de Venezuela, Hugo Chávez. El delito que se le imputó al general González González es el de Rebelión Civil, tipificado en el Código Orgánico Procesal Penal de Venezuela, cuya pena oscila entre los 12 a 24 años de cárcel. 
En 2010 la Fiscalía de Venezuela solicitó a Interpol la emisión de una orden de búsqueda y captura internacional contra Néstor González. Néstor González denunció que Venezuela provee de armas desde Cuba a las Fuerzas Armadas Revolucionarias de Colombia.